# Fangataufa
Fangataufa és un atol de les Tuamotu, a la Polinèsia Francesa. Administrativament depèn de la comuna de Tureia, però va ser cedit per l'Assemblea territorial al Centre d'Experimentació del Pacífic, junt amb l'atol Moruroa, per fer-hi proves nuclears. Està situat al sud-est de l'arxipèlag, a 40 km al sud-est de Moruroa.

## Geografia
L'atol té forma rectangular, de 8,5 km de llarg i 7,5 km d'ample, amb una superfície total de 45 km². Originalment no tenia cap pas a la llacuna interior, però les forces armades franceses van volar 400 m d'esculls per obrir un pas que facilités el programa de proves nuclears. És una zona militar amb accés prohibit sense autorització.

## Història
Fangataufa va ser descobert, el 2 de febrer de 1826, per l'anglès Frederick Beechey quan intentava localitzar la veïna Moruroa que havia descrit Philip Carteret. L'anomenà Cockburn. Va ser habitat durant el segle XX per recol·lectors de copra.
El 1964 va ser cedit per ser utilitzat de blanc en el programa nuclear francès. Entre el 1966 i 1996 s'hi van fer 5 explosions nuclears atmosfèriques i 10 subterrànies a una profunditat entre 500 i 700 m sota la llacuna.